# Афанасьєв Володимир Вікторович
Володимир Вікторович Афанасьєв (1895–1974, Севастополь) — радянський актор, заслужений артист РРФСР (з 1947 року), Народний артист Узбецької РСР.

## З біографії
Народився у 1895 році. У 1936 році працював актором Тульського драмтеатру. З 1957 року — актор Севастопольського театру імені Луначарського.

Могила Володимира Афанасьєва

Помер у Севастополі у 1974 році. Похований на Міському кладовищі «Кальфі».

## Творчість

### Театральні ролі
- Ленін — «Грозовий рік» О. Каплера, «Кремлівські куранти» і «Третя патетична» М. Погодіна, «Шосте липня» М. Шатрова;
- Суниця — «Ревізор» М. Гоголя;
- Лука — «На дні» М. Горького;
- Старий робітник Морозов — «Севастопольська пісня» М. Криванчикова;
- «Королівський цирульник» А. Луначарського.

### Ролі у кіно
- 1926 Прикордонний пост № 17;
- 1924 Червоний газ :: Юрганов, партизан.